# 極限星等
極限星等是天文學上由給定的儀器可以檢出的最暗弱天體的視星等。
在某些情況下，極限星等指给定设备可以检测到的上限阈值。在更正式的使用上，極限星等指的是信號強度（例如，20σ是10星等）。有時極限星等是由儀器使用的目的來規範（例如，光度計的星等是10等星），這聲明光度計可以很可靠的測量檢測星等比10等更亮的星。
國際暗天協會一直致力於减少霞光和光汙染，以提升極限星等。

## 肉眼可見
肉眼可見的極限星等是指清晰、無月的夜晚，在天頂可以看見的最暗星等。這個量通常用作天空亮度的總指標，在光汙染和潮濕地區的極限星等的大小，通常比遙遠的沙漠和高海拔地區明亮。極限星等也取決於觀測者，眼睛在經過黑暗適應後，極限星等會增加。在相對晴朗的夜空，極限星等在+6等左右。
在都市的不同區域，極限星等也會改變。居住在紐約近郊地區的極限星等是+4.0，這對應於可見的恆星數量大約是250顆，相當於在完全黑暗的天空中可見恆星數量的十分之一。來自紐約市曼哈頓以外的各行政區（布魯克林、皇后區、史泰登島和布朗），極限星等可能是+3.0，這暗示在任何時間，充其量只能看見約50顆恆星。在燈火通明的曼哈頓地區，極限星等可能是+2.0，這意思就是在紐約市的城中心，在任何時間可以看見的恆星數量不會超過15顆。
從相對較暗的郊區，極限星等經常是接近+5或更暗淡些，而在非常偏遠且晴朗的地區，有些業餘天文學家可以看見的極限星等暗弱至+8等。許多基本觀測參考的極限星等都是+6等，這相當於望遠鏡發明之前，在星圖上列印出恆星的極限星等。在這個領域，實際上隨著年齡和經驗的增加，有時需要使用餘光來提升極限星等。
極限星等在傳統上是通過搜尋已知星等中最暗弱的星光來估計。在2013年，谷歌發展的星圖應用程式，允許非專家們使用他們的手機或平板來估計在嚴重汙染地區的極限星等。

## 業餘天文學
在業餘天文學，極限星等是指用望遠鏡能夠看見的最暗淡天體。例如，一架口徑2英寸的望遠鏡，可以收集到的光量是肉眼的16倍，這大約是10等的恆星；10英吋（25公分）的望遠鏡將聚集400倍於肉眼的光量，大約可以看見14等星。然而，這些等級都非常依賴觀測者和觀看時的條件。 

### 計算極限星等
望遠鏡的極限星等可以通過計算得知。
做為第一近似，望遠鏡的增益幅度是{\displaystyle 5\cdot \log _{10}({\frac {D_{1}}{D_{0}}})}，此處D1是望遠鏡主聚光元件的直徑，D0是經過暗適應後的瞳孔直徑。這兩個數值需要以相同的單位來量度。D0會因人而異，但通常是6-7mm（～1/4"）。 
因此，10英吋（D1 = 254mm）的望遠鏡除了可以提升8星等的極限之外，沒有其它的增益。所以，若一個人的肉眼極限星等（NELM，naked eye limiting magnitude）是+5，這架望遠鏡將可以讓他看見13等左右的恆星。
在現實生活中，因為較高的放大倍率使背景變暗和對比度增加，望遠鏡可以讓人看見更暗淡的天體。典型的10英吋望遠鏡在高倍數（250倍或更高倍），將很容易達到15星等的範圍。包括對比度校正後，改進的公式是
{\displaystyle m_{improvedwithtelescope}=m_{nakedeye}-2+2.5\cdot \log _{10}(D\cdot P\cdot t)}
此處

D = 以mm為單位的物鏡或主鏡口徑

P = 放大倍率  

t = 傳輸因數，通常是0.85-0.9。

## 大天文台
大型天文台通常選擇天空黑暗的地點來設立。它們能通過探測器的長時間積分，並利用影像處理技術增加信號的信躁比，來增加極限星等。例如，凱克天文台的兩架口徑10m的望遠鏡，使用一小時的積分和調適光學的技術，可以檢測24-26等的星星。
在地球大氣層之上的望遠鏡可以達到更高的極限星等，像是哈伯太空望遠鏡。由於是與天空亮度不相關的望遠鏡，在軌道上的望遠鏡，背景天空的亮度取決於黃道光，哈伯望遠鏡可以探測31等的暗淡天體；新一代的詹姆斯·韋伯太空望遠鏡（在紅外線波段操作）預期的極限星等是34等。

## 外部連結
- Estimating Limiting Magnitude at NinePlanets.org
- Telescope Limiting Magnitude Calculator （页面存档备份，存于）
- Loss of the Night app for estimating limiting magnitude （页面存档备份，存于）
- The Astronomical Magnitude Scale （页面存档备份，存于）